# Fearless (2006)
Fearless (ook bekend als Huo Yuanjia en internationaal als Jet Li's Fearless) is een Hongkong-Chinese film uit 2006 onder regie van Ronny Yu. De productie gaat over het leven van de Chinees Huo Yuanjia (1869-1910), de grondlegger van de Jin Wu Sports Federatie (wushu) (maar is niet heel erg trouw aan de realiteit).

## Verhaal

### Van kind tot gevechtskunstenaar
Huo Yuanjia (Jet Li) is als achtjarig jongetje getuige van een kungfu-gevecht van zijn schijnbaar onverslaanbare vader (Collin Chou), in een tijd dat het westen en Japan China beschouwen als 'een zieke man'. Hoewel Huo's vader de overhand heeft, houdt hij zich enkele centimeters voor het gezicht van zijn opponent in wanneer hij de genadeklap kan uitdelen en verliest alsnog. Wanneer de boze Huo vervolgens kansloos in elkaar geslagen wordt door een ouder jongetje, zweert hij dat hij vanaf dat moment nooit meer verslagen zal worden.
Jaren later is Huo's voornemen uitgekomen. Hij heeft zichzelf getraind tot een bijna onverslaanbare vechter en zijn leven geheel gewijd aan het gevecht. Als gevolg daarvan is hij arrogant en argeloos geworden. Als een van zijn leerlingen verwond aankomt bij Huo, verklaart deze dat Qin Lei (Master Chin in een alternatieve versie) daarvoor verantwoordelijk is. Huo daagt deze op zijn verjaardag uit voor een gevecht. In de climax van het gevecht stoot hij op het hart van Qin Lei, waardoor die verliest en enkele uren later sterft.
Wanneer Huo thuis komt, blijken zijn vrouw en kind vermoord. Hij gaat verhaal halen in de oefenruimte van Qin Lei. Diens peetzoon (Jacky Heung) meldt hem trots dat hij verantwoordelijk is voor de moorden en snijdt zichzelf daarna de keel door. Tot overmaat van ramp bekent Huo's eerder gewonde leerling dat Qin Lei hem niet zomaar verwondde. Hij had een affaire met diens vrouw. Huo raakt totaal de kluts kwijt en stort zichzelf verdwaasd in een rivier.

### Van gevechtskunstenaar tot mens
Voor hij kan verdrinken, wordt hij uit het water gehaald door Granny Sun (Yun Qu) en haar blinde kleindochter Yueci (Moon in een alternatieve versie, gespeeld door Betty Sun). Zij nemen hem mee naar hun dorp, waar hij leert dat het gevecht niet het leven is, alleen een klein onderdeel daarin. Hij leert er naastenliefde, respect voor anderen en alle aspecten van het leven bewust te ervaren. Vervolgens keert hij terug naar zijn vroegere woonplaats Tianjin.
Thuis is zijn oude rijkdom verdwenen. Zijn vroegere dienaar heeft door alles te verkopen maar net Huo's huis kunnen behouden. Zijn van hem vervreemde vriend Nong Jinsun (Yong Dong) is uitgegroeid tot een succesvol zakenman met een goedlopend restaurant. Het plaatsje is inmiddels vergeven van de Engelse en Amerikaanse invloeden, regenten en kooplui. De nieuwe plaatselijke gevechtskampioen is de Amerikaan Hercules O'Brien (Nathan Jones). Om de lokale bewoners lachen de buitenlandse hoogwaardigheidsbekleders tegenwoordig. Hun arrogantie loopt niettemin een deuk op wanneer Huo O'Brien uitdaagt. Hij verslaat de Amerikaan en redt vervolgens diens leven wanneer een duikeling over de touwen van de ring gruwelijk fout dreigt af te lopen. O'Brien roept vervolgens zijn opponent respectvol tot eerlijke winnaar uit. Het Chinese volk krijgt in Huo's kielzog een flinke oppepper in hun eigen trots. Huo zelf sluit zijn verleden af door het goed te maken met zijn vriend Jinsun en zijn excuses te maken aan de familie van Qin Lei.
De westerse belanghebbers verzinnen daarop een haast onmogelijke uitdaging aan Huo, in een poging hem te vernederen en het Chinese volk zo onder de duim te houden. Hij moet het in zijn eentje opnemen tegen achtereenvolgens een Engelse bokser (Jean Claude Leuyer), een Spaanse schermer (Anthony De Longis), een Duitse speervechter (Brandon Rhea) en Anno Tanaka (Nakamura Shido) een Japans kampioen in meerdere martial arts. Het is de belanghebbers zo'n ernst dat ze hem na drie overwinningen vergiftigen met zijn thee, om het Nakamura makkelijk te maken. Deze wil op een dergelijke manier niet winnen, maar vecht op aandringen van Huo door. Deze vecht namelijk niet voor de overwinning, maar voor de trots van het Chinese volk. Gedurende het gevecht takelt hij zienderogen af als gevolg van het gif. Aan het eind van het duel bezwijkt hij aan het gif. Het laatste wat hij ziet is hoe Yueci hem tegemoetkomt door het gras in haar dorp.

## Overige cast
- Hee Ching Paw - Huo's moeder
- Jon T. Benn - Amerikaans zakenman
- John Paisley - Brits zakenman
- Masato Harada - Mita

## Trivia
- Jet Li heeft verklaard dat Fearless de laatste film was waarin hij als wushu-beoefenaar te zien is.
- Nadat Huo Yianjia in de film sterft, laat hij geen nakomelingen achter (zijn vrouw en kind worden eerder vermoord). In realiteit liet hij zeven kleinkinderen achter, die op hun beurt weer elf kinderen kregen.
- Nathan Jones lijkt niet alleen groot in de film. In realiteit is hij 2.05 m.
- Jet Li speelde in Fearless de derde persoon bekend als 'de grote drie' uit de Qing-dynastie (Fang Shiyu, Huo Yuanjia en Huang Feihong).